# 783

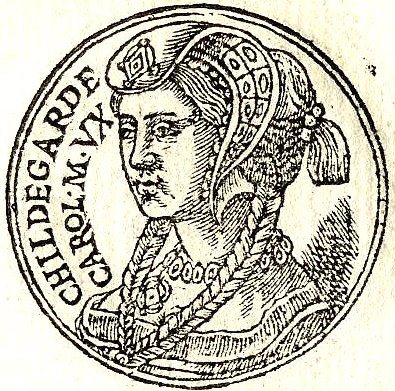
Koningin-gemalin Hildegard (758 - 783)

Het jaar 783 is het 83e jaar in de 8e eeuw volgens de christelijke jaartelling.

## Gebeurtenissen

### Europa
- Saksenoorlog: Koning Karel de Grote begint opnieuw een veldtocht tegen de Saksen. In de zomer verslaan de Franken in Detmold (Teutoburgerwoud) en bij de rivier de Hase, in de omgeving van het huidige Osnabrück, de Saksen. Hertog Widukind weet te ontsnappen aan gevangenschap en begint in Nedersaksen een guerrillaoorlog.
- De Friezen oostelijk van de Lauwers komen in opstand tegen Karel de Grote. De Friese opstand slaat over naar eerder gepacificeerde gebieden in het westen. De bevolking valt terug in het heidendom, kerken worden in brand gestoken en geestelijken als Liudger moeten uitwijken naar het zuiden
- 30 april - Hildegard, echtgenote van Karel de Grote, overlijdt na een 12-jarig huwelijk en 9 zwangerschappen in het kraambed. In de zomer sterft Karels moeder Bertrada van Laon, zij wordt met veel ceremonie begraven naast haar man Pepijn III in de basiliek van Saint-Denis. Kort daarna hertrouwt Karel met de 18-jarige Fastrade.
- Koning Silo overlijdt kinderloos na een regeerperiode van 9 jaar. Alfons II, zoon van voormalig koning Fruela I, wordt met steun van de adel als troonpretendent geïnstalleerd. Hij wordt na een opstand opgevolgd door zijn oom Mauregato die de troon bestijgt als heerser van Asturië. Alfons weet te vluchten naar Álava (huidige Spanje).

### Azië
- Verdrag van Ch'ing-shui: Koning Trisong Detsen van Tibet sluit een vredesverdrag met keizer De Zong van de Tang-dynastie (China). De veroverde gebieden worden vastgesteld en in het westen wordt de regio Qinghai ingelijfd bij het Tibetaanse Rijk.

## Overleden
- Arbeo, bisschop van Freising (of 784)
- 12 juli - Bertrada van Laon (63), echtgenote van Pepijn III
- 30 april - Hildegard (25), echtgenote van Karel de Grote
- Nezamysl (65), hertog van Bohemen
- Remigius, bisschop van Straatsburg
- Shantarakshita, boeddhistisch leraar (waarschijnlijke datum)
- Silo, koning van Asturië (Spanje)